# Bucks megye
Bucks megye az Amerikai Egyesült Államokban, azon belül Pennsylvania államban található. Megyeszékhelye Doylestown, legnagyobb városa Bensalem. Lakosainak száma 646 538 fő (2020. április 1.). Bucks megye Lehigh, Northampton, Warren, Hunterdon, Mercer, Burlington, Philadelphia és Montgomery megyékkel határos.

## Népesség
A megye népességének változása:
| Lakosok száma | 625 402 | 626 484 | 626 377 | 626 976 | 627 367 | 646 538 |
|               | 2010    | 2011    | 2012    | 2013    | 2015    | 2020    |